# 枫亭麟山宫
枫亭麟山宫，位于中国福建省仙游县枫亭镇麟山村，又称保和堂。清道光十九年（1839年）始建，由主殿麟山宫、麟山书院、报功堂、崇德堂组成。坐北朝南，占地面积6365平方米。龙柱和石狮为惠安县清代石雕工艺师王成赐雕刻，厅堂两厢有清代国画家林肇棋于清宣统元年（1909年）绘制的巨幅壁画计19幅，木匾“麟山宫”、“麟山古洞”、“麟山书院”、“万家生佛”等均为清代书法家张琴所书。2009年11月16日公布为第七批福建省文物保护单位。